# 同心桥水库
同心桥水库是中国四川省达州市大竹县周家镇境内的一座水库，位于长江上游大洪河支流高滩河上，建于1961年。水库正常库容为1175万立方米，集雨面积为39平方千米，海拔为374.75米。